# Fiat 24-40 HP
La FIAT 24/40 HP est une automobile, dérivée de la précédente série FIAT 24/32 HP, présentée par le constructeur italien FIAT en 1906. Elle a été fabriquée à 557 exemplaires dans l'usine historique de Corso Dante, à Turin. 

## Histoire
L'année 1906 est une années très importante dans la vie du constructeur italien. La société connait une très forte expansion et rachète son concurrent milanais Ansaldi, ce qui lui permet de disposer d'un effectif de 2 500 salariés. Plus des 2/3 de la production est exporté jusque sur le marché des États-Unis où FIAT est une marque aussi réputée et prisée que Rolls-Royce et dont les luxueux modèles sont très chers en raison des droits de douane de 45%. Ces conditions économiques vont inciter la direction de l'entreprise à lancer un nouveau modèle basé sur les composants et les techniques bien rodées de la marque, sans s'engager dans des innovations périlleuses. 
La nouvelle automobile est baptisée FIAT 24-40 HP. C'est l'évolution de la FIAT 24/32 HP qu'elle remplace, modèle construit en trois séries successives à partir de 1905 qui a maintenu les mêmes caractéristiques au niveau du châssis et de la mécanique, y compris le moteur 4 cylindres bi-bloc de 7 363 cm3 de la troisième série. 
Les principales nouveautés doivent être recherchées dans l'allègement de la structure du châssis, l'augmentation de la puissance, l'adoption de soupapes de décompression pour faciliter le démarrage du moteur et le système novateur de refroidissement des freins par un circuit d'eau, pour supprimer tout risque d'échauffement, phénomène reproché au modèle précédent par les conducteurs les plus chevronnés. 
Le moteur développe 40 cv à 1 200 tr/min, ce qui garantit une vitesse de 85 km/h sur les plus longs trajets.
Le châssis de cette nouvelle FIAT 24-40 HP a été construit en 557 exemplaires dans l'usine historique de Corso Dante à Turin et vendue directement en version de base avec une carrosserie de type Landaulet. La voiture était disponible en version châssis motorisé avec trois empattements différents qui pouvaient être équipés avec de multiples types de carrosserie comme berline, torpédo, coupé de ville, etc., par les plus grands carrossiers de l'époque, comme les turinois Locati & Torretta ou Alessio, les milanais Castagna et Sala, etc. 

Une version "Course" a également été proposée, équipée d'un châssis avec un empattement très court adapté et allégé avec laquelle, en 1906, Émile Mathis remporta la Targa d'Or de la Coupe Herkomer et Vincenzo Lancia remporta la Coppa d'Oro de Milan.